# Sebastian Ratjen
Sebastian Ratjen (* 27. Oktober 1972 in Nürnberg; † 12. März 2018 in Greifswald) war ein deutscher FDP-Politiker und Zahnarzt.

## Leben
Während seiner Schulzeit war Sebastian Ratjen Abgeordneter im Europäischen Jugendparlament, dessen Vizepräsident er 1996 wurde. 
Er starb am 12. März 2018 im Alter von 45 Jahren.

## Ausbildung
Nach seinem Abitur in Königstein im Taunus und seinem Grundwehrdienst, den er von 1992 bis 1993 beim Panzeraufklärungsbataillon 5 in Sontra ableistete, nahm Ratjen ein Studium der Zahnmedizin an der Ernst-Moritz-Arndt-Universität Greifswald auf, welches er 2000 abschloss. Seitdem praktizierte er als Zahnarzt in Greifswald. Während des Studiums war er Pressesprecher des Bundesverbands deutscher Zahnmediziner, Mitglied des Verwaltungsrats des Studentenwerks Vorpommern, Präsident des Studentenparlamentes sowie Senator der Universität Greifswald. Von 2002 bis 2011 war er der Präsident der Gesellschaft von Freunden und Förderern der Ernst-Moritz-Arndt-Universität Greifswald.

## Partei
Ratjen war Mitglied der FDP. Von 1999 bis 2007 war er Generalsekretär der FDP Mecklenburg-Vorpommern. Während dieser Zeit zog die FDP 2006 nach 12 Jahren wieder in den Landtag Mecklenburg-Vorpommerns ein. 
2001 wurde Ratjen in den Bundesvorstand der FDP gewählt, verfehlte aber 2005 die Wiederwahl. 2009 schied er aus dem Landesvorstand der FDP MV aus. 2010 sprach er sich als einziger FDP-Politiker für die Einführung einer Börsenumsatzsteuer aus.

## Mandate
1998 kandidierte Ratjen als FDP-Direktkandidat im Bundestagswahlkreis 16.
2002 und 2006 kandidierte Ratjen als Direktkandidat zur Landtagswahl in Mecklenburg-Vorpommern im Wahlkreis 1 Greifswald. 2006 wurde er über die Landesliste der FDP in den Landtag gewählt. Hier war er Fraktionssprecher für Gesundheitspolitik sowie stellvertretendes Mitglied im Sozial- und im Innenausschuss. Da er für die Landtagswahl 2011 nicht wieder aufgestellt wurde und die FDP überdies an der Fünf-Prozent-Hürde scheiterte, schied Ratjen mit der konstituierenden Sitzung des Landtags vom 4. Oktober 2011 aus dem Landtag aus.
Von 2004 bis 2014 war Ratjen Mitglied der Bürgerschaft der Universitäts- und Hansestadt Greifswald und der Ortsteilvertretung Schönwalde I/Südstadt.
Von 2005 bis 2014 war er stellvertretender Aufsichtsratsvorsitzender der Wohnungsbau- und Verwaltungsgesellschaft Greifswald.